# Pilot Range
Pilot Range je pohoří na severovýchodě Nevady a severozápadě Utahu, v Elko County a Box Elder County, ve Spojených státech amerických.
Pilot Range se rozkládá ze severu až severozápadu na jih až jihovýchod, v délce okolo 40 kilometrů, podél hranice mezi Nevadou a Utahem. Nejvyšším vrcholem je Pilot Peak (3 266 m) ležící na jihozápadě, v Nevadě. Pilot Range je součástí Velké pánve, respektive fyzicko-geografické provincie Oblast pánví a hřbetů.
Severně nad pohořím prochází Utah State Route 30, jižně Interstate 80. Pilot Range leží přibližně 100 kilometrů západně od Velkého Solného jezera.